# Інфекційний бронхіт курей
Інфекці́йний бронхі́т куре́й — висококонтагіозне захворювання курей різного віку, яке викликається коронавірусом і проявляється респіраторними, нефрозонефритними синдромами та ураженням репродуктивних органів курей, що приводить до зниження несучості (на 30—40%) та якості яєць.